# Обіцянка щастя (фільм, 1974)
«Обіцянка щастя» («Обещание счастья») — радянський телефільм 1974 року, знятий режисером Львом Цуцульковським на Ленінградському телебаченні.

## Сюжет
Телевізійний фільм знятий за розповідями Костянтина Паустовського. Фільм складається з трьох новел про кохання: «Ніч у жовтні», Дощовий світанок" і «Біла веселка». Вони розповідають про зародження почуття, очікування щастя і кохання.

## У ролях
- Людмила Чурсіна — Даша/Ольга Андріївна Башилова/Олена Петрівна
- Юрій Яковлєв — письменник
- Микола Бутрьохін — Іван Матвійович Зуєв, капітан
- Олег Єфремов — майор Кузьмін
- Петро Вельямінов — Петров, художник

## Знімальна група
- Режисер — Лев Цуцульковський
- Оператор — Володимир Пономарьов
- Художник — Костянтин Дмитраков